# Jeju-do
|  | Per a altres significats, vegeu «Jeju». |

La província autònoma especial de Jeju-do (hangul: 제주 특별 자치 도, hanja: 济 州 特别 自治 道, romanització revisada: Jeju teukbyeoljachido, McCune-Reischauer: Cheju T'ŭkpyŏlchach'ido) és l'única província autònoma especial de Corea del Sud. El seu territori comprèn el de l'illa més gran del país, l'illa de Jeju, i es troba a l'estret de Corea, al sud-oest de la província de Jeolla del Sud, de la qual va formar part fins al 1946. La seva capital és la Ciutat de Jeju.

## Geografia
L'illa de Jeju, coneguda antigament a Occident com a illa de Quelpart, és una illa volcànica, dominada per la muntanya Troba, un volcà de 1950 m d'altitud, que és el pic més alt de Corea del Sud.
L'illa es va formar fa centenars de milions d'anys, com a conseqüència d'erupcions volcàniques, i es compon fonamentalment de basalt i de lava. Té un clima subtropical, més càlid que el de la resta de Corea, en el qual es distingeixen quatre estacions; part de l'estiu és plujós, i l'hivern és molt sec.